# Ben Howard
Ben Howard (født 24. april 1987) er en singer-songwriter fra Storbritannien. Han er selvlært guitarist samt venstrehåndet. Han udgav sin første cd i 2011 kaldt Every Kingdom.